# دوريس ماي
دوريس ماي (بالإنجليزية: Doris May)‏ هي ممثلة أمريكية، ولدت في 15 أكتوبر 1902 في سياتل في الولايات المتحدة، وتوفيت في 12 مايو 1984 في لوس أنجلوس في الولايات المتحدة.

## وصلات خارجية
- دوريس ماي على موقع IMDb (الإنجليزية)
- دوريس ماي على موقع قاعدة بيانات برودواي على الإنترنت (الإنجليزية)
- دوريس ماي على موقع قاعدة بيانات الفيلم (الإنجليزية)